# S100A9
遊走阻止因子関連タンパク質14（MRP14）またはカルグラヌリンBとしても知られるS100カルシウム結合タンパク質A9 （ S100A9 ）は、ヒトではS100A9遺伝子によってコードされるタンパク質である。 
タンパク質S100A8とS100A9は、カルプロテクチンと呼ばれるヘテロダイマーを形成する。

## 機能
S100A9は、 2つのEFハンドカルシウム結合モチーフを含むS100ファミリーのタンパク質のメンバーである。 S100タンパク質は、広範囲の細胞の細胞質および/または核に局在し、細胞周期の進行や分化などの多くの細胞プロセスの調節に関与している。 S100遺伝子には、染色体1q21にクラスターとして位置する少なくとも13のメンバーが含まれている。このタンパク質は、カゼインキナーゼの阻害に機能する可能性がある。 
S100A9(MRP14) は、カルシウム調節タンパク質のS100ファミリーの別のメンバーであるS100A9（MRP-8）と複合体を形成する。MRP8とMRP14の複合体は、トール様受容体4（ TLR4 ）  および糖化最終産物の受容体に結合することによって骨髄細胞機能を調節する。 
細胞内S100A9は、好中球内のミトコンドリアの恒常性を変化させる。その結果、S100A9を欠く好中球は、高レベルのミトコンドリアスーパーオキシドを生成し、細菌性病原体に応答して高レベルの自殺的なネトーシスを起こす。 さらに、S100A9欠損マウスは、心臓での負荷の低い黄色ブドウ球菌感染症から保護される。これは、S100A9の臓器特異的機能を示唆する。  

## 臨床的な意義
S100A9タンパク質の発現の変化は、嚢胞性線維症の疾患に関連している。 
S100A9、S100A8のヘテロダイマーであるカルプロテクチンは、血管の炎症を幅広く調節し、白血球の動員を促進することにより、血管損傷に対する生物学的反応に寄与する。 
また、カルプロテクチンは好中球とマクロファージの蓄積、マクロファージのサイトカイン産生、およびSMCの増殖を制御することにより、血管の損傷を調節する。したがって、上記の研究S100A8およびS100A9の欠損が好中球および単球依存性の血管炎症を軽減し、invivoでの多様な血管損傷反応の重症度を軽減することを示している。 カルプロテクチンは、アテローム血栓症における血小板および炎症性疾患の活動の有用なバイオマーカーである可能性があり、治療的介入の新しい標的として役立つ可能性がある。 また、血小板トランスクリプトームは、急性冠状動脈疾患と安定した冠状動脈疾患の量的な違いを明らかにする。 S10０A9の発現は、ST上昇型心筋梗塞（STEMI）の前に増加し、健康な個人のカルプロテクチンの血漿濃度の増加は、将来の心血管イベントのリスクを予測する。 
S100A9（骨髄関連タンパク質14、MRP 14またはカルグラヌリンB）は、癌の間質における骨髄細胞の異常な分化、および白血病の進行に関与している。  これは、腫瘍を有する宿主によって生成される保護的または治療的細胞性免疫応答の不能に寄与する可能性がある全体的な免疫抑制微小環境の作成に寄与する。悪性腫瘍以外では、S100A9はその二量体化パートナーであるS100A8 （MRP8またはカルグラヌリンA）と関連して、炎症部位でのリンパ球動員のシグナルを発する。  S100A9 / A8（同義語：カルグラヌリンA / B;カルプロテクチン）はまた、ヒトの多くの炎症性疾患、特に関節リウマチおよび炎症性腸疾患（IBD）のマーカータンパク質と見なされている。
骨髄関連タンパク質（MRP）-8は、いくつかの粘膜分泌物に見られる炎症性タンパク質である。子宮頸膣分泌物では、MRP-8はHIV産生を刺激する可能性がある。 したがって、HIVの性感染症、およびその他の性感染症（STD）に関与している可能性がある。in vitroでは、組換えMRP-8のHIV誘導がHIV発現を最大40倍増加させることができることを示した。 

## 動物実験
S100A9ノックアウトマウス（S100A9を欠損したマウス変異体）が構築された。このマウスは、肥沃で、実験使用が可能で、健康である。ただし、S100A9の二量体化パートナーであるS100A8タンパク質の発現は、分化した骨髄細胞のこれらのマウスにも存在しない。 このマウス系統は、多くの実験的炎症状態におけるS100A9およびS100A8の役割を研究するために使用されている。